# Brauerei Winkler
Pour les articles homonymes, voir Winkler.
La Brauerei Winkler est une brasserie à Amberg.

## Histoire
Fondée en 1617 sous le nom de "Weissbräugesellschaft", la brasserie est toujours l'une des plus anciennes brasseries privées de bière blanche de Bavière. Dès le milieu du XVIIe siècle, elle devient la plus grande brasserie d'Amberg. Au siècle suivant, cependant, elle dépasse de nouveau les autres brasseries. Au XXe siècle, la brasserie devient le "Bürgerbräu Amberg".
Le brasseur Josef Winkler reprend la brasserie et le restaurant en 1913. Ses descendants continuent à développer la brasserie. Maximilian Winkler, la quatrième génération, travaille dans l'entreprise familiale depuis 2016.

## Production
La gamme de produits de la brasserie comprend notamment :
- Urhell
- Helle Freude
- Leichtes Helles
- Bruckmüller Pils 03
- 1617 Premium Lager
- Premium Pils
- Alt Amberger Hefe-Weizen
- Amberger Leichtes Weizen
- Alt Amberger Doppelbock
- Jubilatius Weizenbock
- Dagesteiner Rittertrunk
- Natur Radler und
- Schießl Zoigl

Les bouteilles sont des NRW-Flasche à capsule.